# Maléna (film)
A Maléna (eredeti cím: Malèna) 2000-ben bemutatott olasz–amerikai filmdráma, melyet Giuseppe Tornatore rendezett. A film zenéjét Ennio Morricone szerezte, az operatőr Koltai Lajos volt. A címszerepet Monica Bellucci alakítja.

## Történet
A film egy szicíliai kisvárosban élő kamasz felnőtté érésének időszakát mutatja be a második világháború idején. Renato megkapja élete első biciklijét, és még aznap meglátja élete első szerelmét, Malènát is. A gyönyörű nő férjét behívták katonának. Lesütött szemmel suhan át az utcákon, ahol ámuló férfitekintetek és irigy női megjegyzések kísérik. Renato úgy érzi neki kell megvédenie az egész várossal szemben. A fiú árnyékként követi mindenhová, így akkor is néma tanúként van jelen, amikor a nőt bíróság elé citálják azzal a váddal, hogy elcsábította a nős fogorvost. Bár Malènát felmentik, helyzete egyre elviselhetetlenebb. Miután férje halálhírét kapja a frontról, jövedelem híján elfogadja a város közvéleménye által ráosztott szerepet: prostituált lesz.

## Szereposztás
| Szerep                   | Színész            | Magyar hangja (1. szinkron) |
| ------------------------ | ------------------ | --------------------------- |
| Malèna Scordia           | Monica Bellucci    | Tóth Enikő                  |
| Renato Amoroso           | Giuseppe Sulfaro   | Bíró Attila                 |
| Renato apja              | Luciano Federico   | Varga T. József             |
| Renato anyja             | Matilde Piana      | ?                           |
| Bonsignore professzor    | Pietro Notarianni  | Izsóf Vilmos                |
| Nino Scordia             | Gaetano Aronica    | Németh Gábor                |
| Centorbi ügyvéd          | Gilberto Idone     | Kránitz Lajos               |
| Politikai titkár         | Angelo Pellegrino  | Rudas István                |
| Mantenuta bárónő         | Gabriella Di Luzio | ?                           |
| Cusimano doktor          | Pippo Provvidenti  | Botár Endre                 |
| Cusimano doktor felesége | Maria Terranova    | Némedi Mari                 |
| Cadel hadnagy            | Marcello Catalano  | Juhász György               |
| Lupetta                  | Elisa Morucci      | Braun Rita                  |
| Mesélő (hangja)          | N/A                | Székhelyi József            |

## Fontosabb díjak és jelölések

### Berlini Nemzetközi Filmfesztivál(2001)
- jelölés: Giuseppe Tornatore (Arany Medve)

### Golden Globe-díj(2001)
- jelölés: legjobb idegen nyelvű film
- jelölés: Ennio Morricone (legjobb eredeti filmzene)

### Oscar-díj(2001)
- jelölés: Koltai Lajos (legjobb operatőr)
- jelölés: Ennio Morricone (legjobb eredeti filmzene)